# Киби-
киби (на английски: kibi, или kilobinary) е двоична представка, въведена от IEC през 1996 г. Означава се с Ki и представлява бинарната стойност на десетичната представка кило (1000), т.е. 210 (1024), или с около 2% по-голяма от кило.
Примери:
10 KiB = 10 × 210 байта = 10 240 байта = 10,24 kB
8 Kibit = 8 × 210 бита = 8192 бита
24 Kio = 24 × 210 октета = 24 576 октета